# Xã Elm, Quận Antelope, Nebraska
Xã Elm (tiếng Anh: Elm Township) là một xã thuộc quận Antelope, tiểu bang Nebraska, Hoa Kỳ. Năm 2010, dân số của xã này là 82 người.